# Pietro Marino
Pietro Marino (Bari, 20 ottobre 1931) è un giornalista e critico d'arte italiano.

## Biografia
Laureato in Lettere presso l'Università degli Studi di Bari Aldo Moro, scrive per La Gazzetta del Mezzogiorno, nel quale ha percorso dal 1962 al 1996 tutta la carriera di giornalista professionista sino agli incarichi di vicedirettore, condirettore, direttore editoriale. Nel contempo, dal 1968 al 1980, è stato titolare della cattedra di Storia dell'Arte nelle Accademie di Belle Arti di Lecce e di Bari e ha avuto diversi ruoli e incarichi in iniziative di intervento pubblico nel sistema dell’arte moderna e contemporanea. Infatti le connessioni fra la cultura e l’arte del Mezzogiorno e della Puglia in particolare e il territorio meridionale e i movimenti di cultura che si agitano sulla scena del mondo hanno contraddistinto sempre gli interventi di Marino nei diversi campi.
Dal 1956 gli fu affidata la segreteria della mostra nazionale di Pittura - poi divenuta Biennale d'Arte - del "Maggio di Bari", che resse per dieci anni, cioè sino alla conclusione nel 1966 di quella esperienza – pilota di intervento pubblico nel sistema meridionale dell’arte contemporanea. Nel 1975 fu chiamato dalla Fiera del Levante a impostare una nuova iniziativa, Expo Arte, prima mostra-mercato nazionale del mezzogiorno. Ne resse la segreteria per le prime due edizioni, segnate per sua iniziativa da molte mostre collaterali come "Offmedia" (a cura di Germano Celant) e "Ipotesi 80" (con Renato Barilli, Filiberto Menna, Achille Bonito Oliva e Lea Vergine). Impegno a cui sono seguiti altri incarichi, fra cui la consulta nazionale per la Biennale del Mediterraneo (Napoli-Palermo-Bari) nel 1980 – 82 e il comitato costituente per l’Arsenale Mediterraneo per l’arte contemporanea di Taranto (2005-2007).

## Mostre
Ha curato molte mostre su committenza pubblica. Fra le principali: “Aspetti dell’Informale” (Pinacoteca Provinciale di Bari,1971); “Venti artisti americani”  (galleria Chase Manhattan Bank, Bari 1971) “L’altra Tigre” (Santa Scolastica, Bari 1978); “Da Oriente a Occidente” (Castelli federiciani di Puglia, 1988-89)  “Mediterraneo per l’arte contemporanea” (Fiera del Levante, Bari1989) , “Il Luogo e la Contrada” (Castello Svevo, Bari 1990), “La Galleria che non c’è” in due edizioni  (Fiera del Levante 1996, “Art&Maggio” Bari 1998).
L’attenzione parallela per l’arte internazionale e per la cultura del proprio territorio è attestata in particolare dalla raccolta di articoli: “Arte Novanta - Cronache dell’ultimo Novecento Archiviato il 19 settembre 2020 in Internet Archive.” (ed. Adda 1999) e dal saggio “Bari non ama l’arte?” (ed. Laterza 2001) oltre che da una serie di monografie, saggi, testi per cataloghi. Di rilievo il contributo alla conoscenza del celebre artista conterraneo Pino Pascali (Bari 1935 - Roma 1968) con articoli, saggi, conferenze e lezioni. Nel 1998, per il trentennale della morte ne ha curato con Achille Bonito Oliva la retrospettiva "L'Isola di Pascali" nel Museo Pascali a Polignano a Mare e il relativo catalogo (edizioni Zelig). Nel 2017 - 2018 è stato presidente del comitato scientifico della Fondazione Pino Pascali. Fra i testi più recenti: “Oltre le cose, il Gioco e il Mito” (in “Pino Pascali”, cat. mostra Castel Sant’Elmo Napoli, ed. Electa 2004); “Pascali: un pugliese negli anni della crisi” (in “Pino Pascali” a cura di Anna D’Elia, ed. Electa 2010); “Pascali tra mare terra e acqua” (cat. mostra “Pino Pascali - Ritorno a Venezia - Puglia arte contemporanea”, evento collaterale 54. Biennale di Venezia, ed. Fondazione Museo Pascali, 2011); “Pascali e gli anni Sessanta” (Bari 2018).

## Scritti
Molteplici i contributi alla storia dell’arte pugliese nel Novecento. Fra cui: volumi monografici “Michele De Giosa”, “Roberto De Robertis”, “Francesco Spizzico”, “Cesare Marino”, “Silvio Dodaro” per la collana “I pugliesi dell’arte”, ed. Agenzia d’Arte Moderna, Bari 1982-1986. Saggio su Abbatecola per mostra e catalogo “Gli anni del Futurismo in Puglia” (Castello Svevo, Bari 1998). Cataloghi per Giulio De Mitri e Sarah Ciracì (Palazzo Provincia, Taranto 2007). Pubblicazione “Maestri in Accademia” (Accademia di B. A. di Bari 1970-2010). Saggio “L’Arca sull’Adriatico” nel volume “But where is Bari “ (ed. Allemandi 2010) per i 40 anni della Galleria Bonomo. Testi monografici per le retrospettive di Iginio Iurilli (2008) e Michele Depalma (2016) in Pinacoteca Provinciale di Bari.
Come giornalista, Pietro Marino in gioventù è stato redattore di giornali locali come “Tempi nostri” e ha retto l’ufficio stampa dell’Ente Provinciale del Turismo di Bari. Autore nel 1969 con Manlio Spadaro del libro "Bari Città Levante” (ed. Adriatica). Negli anni in “Gazzetta del Mezzogiorno” ha vinto i premi giornalistici Gargano, Nuove Proposte, Valentino, Renoir, Sulmona. Ha realizzato “Le Corti del Verde”, fascicoli settimanali confluiti in volume (ed. Edisud 1993).
Come docente di storia dell’arte ha realizzato per le Accademie dispense sulle avanguardie di primo e secondo Novecento (“Arte al bivio”, “Dall’Azione all’Idea”) e ha tenuto master, corsi di formazione, seminari per Università, Amministrazioni ed Enti locali, fondazioni e associazioni.

## Vita privata
Figlio di Cesare Marino, pittore e scultore, e Amelia Carrozzo, entrambi nativi di Mesagne (Brindisi). Sposato con Michela Giacovazzo (1932 - 1986), sorella di Giuseppe Giacovazzo, ha avuto quattro figlie: Antonella Marino, Patrizia Marino, Paola Marino e Raffaella Marino.